# Избор за папу 1061.
Избор за папу 1061. године је одржан 30. септембра у Базилици Светог Петра у ланцима у Риму, надуго након смрти папе Николе II. У складу са Николином булом „In nomine Domini”, по први пут у историји Римокатоличке цркве, папу су изабрали кардинали бискупи. За папу је изабран бискуп Анселмо да Бађо од Луке, некардинал и један од оснивача Патарена. Анселмо је изабрао име Александар II и крунисан је у ноћи 1. октобра 1061. године у базилици Светог Петра у ланцима, јер је због противљења и снажног отпора Римљана и немачких симпатизера, крунисање у базилици Светог Петра било онемогућено.

## Позадина и ток избора
Анселмо је имао подршку свог пријатеља кардинала Хилдебранда, реформатора који је утицао на доношење декрета In nomine Domini и будућег папе Гргура VII, војводе од Доње Лорене Готфрида III, и норманског вође Роберта Гвискара, који је давао безбедносне гаранције обећане папи Николи II, приликом именовања за војводу од Апулије и Калабрија. Према оном што је прописивала папска була In Nomine Domini, само су бискупи кардинали могли да бирају новог понтифика, док су лаици и остатак свештенства свој пристанак могли да изразе само акламацијом. Иако познат и поштован на немачком двору, Анселмо није тражио сагласност од цара Светог римског царства. Састанак кардинала бискупа завршен је 30. септембра избором бискупа да Бађа, који је преузео понтификално име Александар II.
Незадовољни новим начином избора, група римских племића и ломбардских бискупа, окупљених око царског канцелара Италије Гујберта од Равене, затражили су реакцију Агнесе од Поатуа, царице-регента Хајнриха IV, царa Светог римског царства. Они су захтевали од ње да именује бискупа Пјетроа Кадале за наследника папе Николе II. Агнеса је попустила њиховим притисцима и Кадало је изабран за антипапу Хонорија II на синоду сазваном у Базелу 28. октобра 1061. године, на којем није било кардинала.
Антипапа Хонорије II је кренуо у марш на Рим, где је брзо поразио Александра II, и преузео контролу над Базиликом Светог Петра и њеном околином, 14. априла 1062. године. Интервенцијом Роберта Гвискара, Хонорије II и Алексанар II повукли су се у Парми и Луци, односно у своје матичне бискупије где су чекали исход Робертовог посредовања и царског двора. Међутим, у том периоду келнски надбискуп Ано II и баварски војвода Ото од Нордхејма организовали су заверу са циљем свргавања Агнесе са власти. Државни удар приморао је Агнесу да се одрекне регентске титуле, коју је преузео Ано. Као нови регент, Ано II је сазвао сабор у Аугзбургу октобра 1062. године и поставио Бурхарт II, бискупа Халберштата, за изасланика у Рим. Бурхарт је ослободио Александра II оптужби за симонију и признао га за новог понтифика.
Године 1063, Александар II је екскомуникцирао Хонорија II, али је након одржавање контра-синода Хонорије II успео да се устоличи у резиденцији Кастел Сант Анђело, одакле је, још годину дана водио рат против Александра II, пре него што је поново побегао у Парму. 
Синод у Мантови је 31. маја 1064. године, на педесетници, анатемисао Кадала и прогласио Александра II законитим папом.

## Кардинали електори
Године 1061. било је шест кардинала бискупа који су учествовали у избору папе.
| Електор                           | Порекло   | Ред и титула                  |
| --------------------------------- | --------- | ----------------------------- |
| Бонифацио, O.S.B.                 | Апулија   | Кардинал-бискуп Апулије       |
| Пјетро                            |           | Кардинал-бискуп Тускулума     |
| Ђовани                            |           | Кардинал-бискуп               |
| Петар Дамјан, O.S.B.Cam.          | Равена    | Кардинал-бискуп Остије        |
| Бернардо да Беневента, O.S.B.Cas. | Беневенто | Кардинал-бискуп Палестине     |
| Мајнардо да Помпоз, O.S.B.Cas.    | Италијан  | Кардинал-бискуп Силва Кандиде |